# 7. listopada
7. listopada (7. 10.) 280. je dan godine po gregorijanskom kalendaru (281. u prijestupnoj godini).
Do kraja godine ima još 85 dana.

## Događaji
- 1571. – Španjolsko, mletačko, đenovsko i malteško, te brodovlje Svete Solice i Savojskoga kneževstva u bitci kod Lepanta u jugozapadnoj Grčkoj potuklo je tursku flotu.
- 1865. – U Zadru svečano otvoreno Novo kazalište, srušeno nakon Drugog svjetskog rata
- 1879. – Dvojni savez protiv Rusije: Njemačka i Austro-Ugarska sklopile su sporazum kojim se obvezuju na uzajamnu pomoć u slučaju ruskog napada. Pozadina toga obrambenog saveza je strahovanje da će se zbog austrijsko-ruskog rivalstva na Balkanu raspasti Austro-Ugarska Monarhija te da će Rusija pomagati Francusku pri mogućem napadu na Njemačku.
- 1970. – Novi predsjednik Bolivije postao je lijevo orijentiran general Juan Torres Gonzales.
- 1976. – Nakon smrti Mao Zedonga (9. rujna) na mjestu predsjednika Partije, a time i države, naslijedio ga je Hua Guofeng.
- 1985. – Palestinci su oteli putnički brod "Achille Lauro" kako bi ucjenom oslobodili 50 zatvorenika iz izraelskih zatvora.
- 1991. – JNA raketirala Banske dvore, ondašnji ured Predsjednika Republike.
- 2000. – Nakon svrgavanja Miloševića, Vojislav Koštunica priseže za predjednika Srbije i Crne Gore
- 2001. – SAD pokreće Rat protiv terorizma zračnim udarima na Afganistan.
- 2002. – od nogometa se na Maksimiru oprostio legendarni kapetan Vatrenih, Zvonimir Boban.
- 2006. – Ubijena ruska novinarka Ana Politkovskaja.
- 2023. – Napad Hamasa na Izrael započeo je koordiniranom iznenadnom ofenzivom nekoliko militantnih skupina Palestinaca na izraelske gradove, granične prijelaze u Gazi, susjedne vojne objekte i civilna naselja. To je prvi izravni sukob unutar de jure područja Izraela još od arapsko-izraelskog rata 1948.[1] Izrael je službeno objavio rat, prvi put od Jomkipurskog rata 1973.

| - 1882. – Bernardo Brixy, hrvatski franjevac i prirodoslovac († 1946.) - 1885. – Niels Bohr, danski fizičar († 1962.) - 1897. – Ivo Horvat, hrvatski botaničar († 1963.) - 1922. – Radmila Matejčić, hrvatska povjesničarka umjetnosti i arheologinja († 1990.) - 1931. – Desmond Tutu, južnoafrički anglikanski nadbiskup - 1936. – Nenad Šegvić, hrvatski kazališni glumac († 2021.) - 1952. – Ivo Gregurević, hrvatski glumac († 2019.) - 1952. – Ljudmila Turiščeva, ruska gimnastičarka - 1955. – Yo-Yo Ma, američki violončelist - 1973. – Dida, brazilski nogometni vratar - 1988. – Diego Costa, brazilski-španjolski nogometaš | - 336. – papa Marko - 1620. – Stanislav Zolkievski, poljski general (* 1547.) - 1791. – Franjo Pejačević, hrvatski povjesničar i teolog (* 1707.) - 1849. – Edgar Allan Poe, američki književnik (* 1809.) - 1913. – Ivan Banjavčić, hrvatski političar i dobrotvor (* 1843.) - 1946. – Stefania Łącka, poljska novinarka (* 1914.) - 1987. – Ivica Belošević, hrvatski nogometaš (* 1909.) - 1995. – Gérard Henri de Vaucouleurs, francuski astronom (* 1918.) |

## Blagdani i spomendani
- Nacionalni dan borbe protiv raka dojke u Hrvatskoj
- sv. Srđ i Bah suzaštitnici Dubrovačke biskupije[2]